# 미요시역 (히로시마현)
미요시역(일본어: 三次駅)은 일본 히로시마현 미요시시에 위치한 서일본 여객철도의 철도역이다. 게이비 선의 소속역이며, 후쿠엔 선의 열차도 운행하여 2개의 노선이 운행되고 있다. 단선 · 섬식의 형태를 합친 2면 3선 구조의 복합 승강장을 갖춘 지상역이다.

## 타는 곳
| 1 · 2 | ■ 게이비 선 | 하행 | 시와구치 · 히로시마 방면 |
| 1 · 2 | ■ 게이비 선 | 상행 | 빈고오치아이 방면        |
| 1 · 2 | ■ 후쿠엔 선 | -    | 후추 방면                |
| 3     | ■ 게이비 선 | 하행 | 시와구치 · 히로시마 방면 |
| 3     | ■ 게이비 선 | 상행 | 빈고오치아이 방면        |
| 3     | ■ 후쿠엔 선 | -    | 후추 방면                |
| 3     | ■ 산코 선   | -    | 구치바 · 고쓰 방면       |

## 이용 현황
| 연도     | 1일 평균 | 연도     | 1일 평균 |
| 1999년도 | 803      | 2005년도 | 776      |
| 2000년도 | 794      | 2006년도 | 743      |
| 2001년도 | 770      | 2007년도 | 748      |
| 2002년도 | 767      | 2008년도 | 702      |
| 2003년도 | 778      | 2009년도 | 664      |
| 2004년도 | 758      | 2010년도 | 653      |
| -------- | -------- | -------- | -------- |

## 역 주변
- 주고쿠 자동차도 미요시 나들목
- 국도 제54호선 · 국도 제183호선 · 국도 제184호선 · 국도 제375호선 · 국도 제433호선 · 국도 제434호선
- 미요시 시청
- CC 플라자 · 선 그린 쇼핑센터
- 고노 강

## 인접 역
| 서일본 여객철도 게이비 선 | 서일본 여객철도 게이비 선      | 서일본 여객철도 게이비 선 |
| ------------------------- | ------------------------------ | ------------------------- |
| 시·종착역                 | ■ 쾌속 '미요시 라이너          | 고타치 히로시마 방면      |
| 야쓰기 니미 방면          | ■ 게이비 선 · ■ 후쿠엔 선 보통 | 니시미요시 히로시마 방면  |